# 黒木健二
黒木 健二（くろき けんじ、1943年（昭和18年）1月24日 - ）は、日本の政治家。元宮崎県日向市長（3期）。

## 来歴
- 1965年（昭和40年）
  - 3月 - 法政大学法学部法律学科卒業。
  - 4月 - 宮崎県庁に入庁。
- 1990年（平成2年）4月 - 延岡市助役に就任。
- 2003年（平成15年）
  - 3月 - 宮崎県庁を退職。
  - 4月 - 社団法人（現・公益社団法人）宮崎県物産振興センター副会長に就任。
- 2004年（平成16年）
  - 1月8日 - 同職を辞任[2]。
  - 3月21日に行われた日向市長選挙に無所属で出馬。現職の山本孫春を僅差で破り、初当選。黒木の得票数は15,049票、山本の得票数は14,888票だった。同年3月31日、市長就任。

- 2008年（平成20年）3月の市長選で2期目の当選。2012年（平成24年）3月の市長選で3期目の当選。同選挙の投票率は過去最低の43.54%だった[3]。

- 2016年（平成28年）3月の市長選に4期目を目指し出馬するが、新人の元県議会議員の十屋幸平に7千票以上の大差をつけられ敗れる。

- 2019年（令和元年）旭日小綬章受章[4]。